# Diaphoranthema
Diaphoranthema là một phân chi thuộc chi Tillandsia.

## Các loài
- Tillandsia aizoides Mez
- Tillandsia andicola Grisebach ex Baker
- Tillandsia angulosa Mez
- Tillandsia brealitoensis L. Hromadnik
- Tillandsia bryoides Grisebach ex Baker
- Tillandsia caliginosa W. Till
- Tillandsia capillaris Ruiz & Pavón
- Tillandsia castellanii L.B. Smith
- Tillandsia copynii Gouda
- Tillandsia cotagaitensis L. Hromadnik
- Tillandsia erecta Gillies ex Baker
- Tillandsia funebris Castellanos
- Tillandsia gilliesii Baker
- Tillandsia hirta W. Till & L. Hromadnik
- Tillandsia kuehhasii W. Till
- Tillandsia landbeckii Philippi
- Tillandsia loliacea Martius ex Schultes f.
- Tillandsia mollis H. Hromadnik & W. Till
- Tillandsia myosura Grisebach ex Baker
- Tillandsia pedicellata (Mez) Castellanos
- Tillandsia rectangula Baker
- Tillandsia recurvata (Linnaeus) Linnaeus
- Tillandsia retorta Grisebach ex Baker
- Tillandsia spiralipetala Gouda
- Tillandsia tenebra L. Hromadnik & W. Till
- Tillandsia tricholepis Baker
- Tillandsia usneoides (Linnaeus) Linnaeus
- Tillandsia virescens Ruiz & Pavón